# 1956-os bukaresti diákmegmozdulások
Az 1956-os évet a kommunista országokban a kommunistaellenes tömegmegmozdulások jellemezték, elsősorban Lengyelországban és Magyarországon. Romániában ezeket a megmozdulásokat a diákok szervezték, és ebből a szempontból a legaktívabb egyetemi központok Temesvár, Kolozsvár, Bukarest, Jászvásár és Marosvásárhely voltak. A kommunista rendszer hatóságai brutálisan elfojtották ezeket a diákmegmozdulásokat, és számos tiltakozó diákot letartóztattak és kizártak az egyetemről. Közülük többeknek ez a karrierjük végét jelentette, vagy pedig csak hosszú idő után találtak érvényesülési lehetőséget. Annak ellenére, hogy a rendszer megváltozását nem tudták elérni, az 1956-os romániai diákmegmozdulások megmutatták, hogy Romániában is létezett egy erős kommunistaellenes áramlat és a fiatalság elszánta magát, hogy áldozatot vállal véleményének kinyilvánításáért.

## Előzmények
A lengyelországi események, amelyek következtében a sztálinista vezetőket eltávolították és 1956. október 19-én Władysław Gomułka került hatalomra, felzaklatták a kelet-európai kommunista országok egyetemi fiatalságának a gondolatvilágát. A lengyelországi izgatott állapot Magyarországon is megjelent. A szegedi diákok már október 16-án kiváltak a DISZ-ből és újra megalapították a MEFESZ-t, azt a korábbi demokratikus diákszervezetet, amelyet a Rákosi-rendszer megszüntetett.
A következő napokban a pécsi, miskolci és soproni diákok ugyanezt tették. Október 22-én a budapesti Műegyetem hallgatói nyilvánosságra hoztak egy 16 pontból álló memorandumot, amelyben különböző politikai változásokat követeltek. Amikor a diákok hírül vették, hogy az Írószövetség a lengyelekkel való szolidaritását Bem József szobrának megkoszorúzásával készül kifejezni, párhuzamosan ők is rokonszenvtüntetést szerveztek a lengyel ügy mellett. Az 1956. október 23-ai délutáni tüntetésen a diákok felolvasták kiáltványukat, elindítva ezzel a forradalmi eseményeket.
Noha Romániában nem voltak a magyarországihoz hasonló tüntetések Gomulka mellett, a romániai diákok többsége a nyugati rádióadók közvetítésével tudott a magyarországi helyzetről. Számos diák olyan mintának tekintette a magyarországi eseményeket, amely bebizonyította, hogy a kommunista rendszer körülményei között a diákság jelenti azt a csoportot, amelynek el kell indítania a változásokat és képesek bevonni a lakosság széles rétegeit.

## A diákmegmozdulások szervezése
A romániai diákok figyelemmel követték a magyarországi eseményeket. Eleinte megosztották egymással a különböző információkat, amelyeket a rádióból vagy egyéb forrásokból szereztek és az egyes egyetemeken beszélgetések indultak annak a lehetőségéről, hogy a magyarországihoz hasonló kezdeményezéseket indítsanak. Tudva, hogy minden szervezett keret azzal a kockázattal jár, hogy felhívja a biztonsági szervek figyelmét és elindítja a reakciójukat, a diákok nem alakítottak olyan bizottságokat, amelyeket a hatóságok törvénytelennek nyilváníthattak volna, hanem helyi akciócsoportok alakultak az egyes karok szintjén.
1956 októberében a magyarországi események megítélése nem volt egyöntetű a diákok körében. A legaktívabbak a jogi, filológiai, színművészeti, orvostudományi, építészeti, műegyetemi, filozófiai karok diákjai voltak, illetve a katonaorvosi intézet hallgatói. Sokkal visszafogottabban reagáltak a kőolajipari és agrártudományi intézmények, illetve a matematika, földrajz, történelem és közgazdaság karok hallhatói.
Nehéz felállítani pontos listát a tiltakozó akciókban részt vevő diákokról. Az egyedüli rendelkezésre álló források a mozgalom elfojtása utáni perek, a „leleplező” diákgyűlések és az egyetemről való kizárási eljárások dokumentumai. Ezekből az adatokból a következő diákok nevét lehet felsorolni mint akik részt vettek a tiltakozó megmozdulások szervezésében:
- Jogi Kar: Eugenia Florescu, Dan Mugur Rusieţchi, Radu Surdulescu, Florin Caba. Mircea Tatos, Aurel Moldovan, Ligia Filotti, Rodica Ojoc, Magda Dumitrescu, Rodica Baroi, Călin Chiser, Ligia Teodorescu. Mihai Cezar Busuioc, Alexandru Dincă, Rodica Bujoreanu, Paul Mitroi, Valentin Topciu, Vladimir Trifu, Marin Stănescu;
- Orvostudományi Kar: Alexandru Ivasiuc, Mihail Victor Serdaru, Constantin Iliescu, Dan Constantin Stavarache, Mirel Trifu, Șerban Horia Popescu, Nicolae Cernăianu, Remus Petcu, Vasile Brânzan, Octavian Lupășteanu, Mircea Selten, Paul Iliescu;
- Filológiai Kar: Teodor Lupaș, Ștefan Negrea, Mihai Rădulescu, Christa Depner, Aurel Covaci, Paul Goma, Horia Florian Popescu, Gloria Barna, Grigore Vereș, Dumitru Panaitescu-Perpessicius;
- Újságírói Kar: Steliana Pogorilovschi (Stela Covaci), Florin Constantin Pavlovici
- Színművészeti Intézet: Alexandru Mălinescu, Petre Gheorghe, Adrian Ianuli, Gabriela Cocora;
- Építészeti Kar: Alexandru Tătaru, Dan Stoica;
- Filozófiai Kar: Mihai Stere Derdena , Dan Onaca, Costel Dumitrescu, Dumitru Arvat, Alexandru Bulai, Ioan Zane, Aurel Lupu, Romulus Resiga, Constantin Dumitru;
- Műegyetem: Marin Petrișor, Tiberiu Ionescu, Constanţa Corbea, Ion Săcean, Timuș Velescu;
- Építőmérnöki Intézet: Radu Gabrea, Marian Rosenzweig, Adrian Cristea

Kétségkívül voltak más diákok is, akik aktívak voltak azokban a napokban.

## Első megmozdulások
Noha csodálták a magyarországi megmozdulást, létezett egy bizonyos tartózkodás is Nagy Imrével, a forradalom vezetőjével kapcsolatban. Nagy Imre az 1920-as évektől gyakorlatilag a Szovjetunióban élt és a románok általában rosszabb véleménnyel voltak a szovjetek által behozott kommunista vezetőkkel szemben, mint az országban élőkkel szemben.
Ugyanakkor azokat, akik figyelemmel kísérték a magyarországi eseményeket, a nemzetközi helyzet is foglalkoztatta. Noha a nyugati rádióadók biztosították a forradalmárokat a támogatásukról, a romániai diákok sokkal többet vártak az egyszerű szóbeli biztatásnál és aggódva figyelték az Amerikai Egyesült Államok és a nyugat-európai hatalmak passzivitását, illetve a katonai beavatkozás elmaradását.
Mindezen fenntartások ellenére, az első bukaresti diáktiltakozásokra már a magyarországi forradalom első napjaiban sor került. Hasonló események történtek más egyetemi központokban is, különösen Temesváron, Kolozsváron és Jászvásárban. Ugyan rendelkeztek némi információval a többi egyetemi központban uralkodó hangulatról, az akkori viszonyok között nem volt lehetséges a tiltakozó akciók összehangolása.

### Az állami vezetők párbeszédre való felszólítása
Az egyik első bukaresti megmozdulás a Filológiai Kar diákjaitól indult ki, akik felszólították Iosif Chișinevschit, a Minisztertanács alelnökét, hogy válaszoljon a hallgatók által összeállított kérdéssorozatra. Chișinevschi tárgyalópartnerként való kiválasztását nem csak a kormányban elfoglalt pozíciója indokolta. A több kelet-európai országtól eltérően, Romániában Sztálin halálát követően nem voltak lényegi változások a kommunista párt vezetésében. Sem Hruscsov február 23-ai beszéde a Szovjetunió Kommunista Pártjának XX. Kongresszusán, amelyben Sztálin visszaéléseit és a személyi kultusz negatív következményeit leplezte le, sem a többi kommunista ország reakciói, akik legalábbis részben félreállították a sztálini orientációjú vezetést, nem voltak hatással Gheorghe Gheorghiu-Dej-re, aki ugyanabban az autoriter stílusban folytatta a vezetést. Híre ment azonban, hogy a Román Kommunista Párt 1956. márciusi plenáris ülésén Miron Constantinescu és Iosif Chișinevschi szembefordultak Gheorghiu-Dej-zsel, a Hruscsov szellemében történő liberalizáció szükségességét támogatva, ezt a javaslatot azonban Gheorghiu-Dej egyértelműen elutasította. A diákok úgy tartották, hogy a szovjet hadsereg be nem avatkozása a magyarországi forradalom első napjaiban annak a jele volt, hogy Hruscsov elfogadta a magyarországi követeléseket. Éppen ezért egyes diákok számára Iosif Chișinevschi, aki a liberalizáció mellett állt, bármilyen viszonylagos lett volna is ez, sokkal kedvezőbb vitapartnernek tűnt, mint a többi kommunista vezető.
A feltett kérdések leginkább tiltakozó formában jelentkeztek, de legalábbis látszólag nem tartalmaztak ideológiai jellegű problémákat. Ilyen kérdések voltak például:
1. Ha a két ország rendszere azonos, és a kommunista internacionalizmus elfogadott, miért nem adják vissza Besszarábiát, holott ez a terület történelmi szempontból román?
2. Miért kell a parasztoknak kerítéslécből készíteniük a koporsót a gyermekek számára, holott Románia jelentős faiparral rendelkezik?
3. Miért adják jegyre a kenyeret egy mezőgazdasági országban?
4. Miért vásárolnak mesterséges bort Bulgáriából?
5. Miért nem lehet halat kapni a piacon?
6. Miért adnak el Vietnámnak olyan áron villanyórákat, amely még a csomagolásra használt ládák költségét sem fedezi?
7. Miért szállítanak metángázt Magyarországnak csupán metángáz-feldolgozó üzemek tervezése fejében?

Az akció célja nem az volt, hogy választ kapjanak az ilyen jellegű kérdésekre. A diákok szándéka annak a felmérésére irányult, hogy létezik-e a hajlandóság legalább egyes kommunista vezetőkben a párbeszéd megkezdésére. Éppen ezért a kérdések a gazdasági vonatkozásokra összpontosítottak és nem vetettek fel politikai vagy ideológiai kérdéseket. Nyilvánvaló volt, hogy sem a bolgár „tablettás bor”, sem a Vietnámnak szállított villanyórák nem számítottak lényeges kérdésnek a diákság szempontjából. Ezek csupán jelzésül szolgáltak a pártvezetés számára, hogy a diákok párbeszédet, nem pedig ideológiai összetűzést akarnak.
A diákvezetők egy része várakozásainak megfelelően, Iosif Chișinevschi, sem a kommunista kormány többi tagja nem fogadták el a meghívást. Azonban érvként lehetett használni arra, hogy a diákok nem szembenállásként kezdték el a mozgalmat, de a hatóságok negatív hozzáállása következtében energikusabb lépésekre kényszerültek.

### Előzetes tiltakozási akciók
Több felsőoktatási intézményben és egyes középiskolákban is tiltakozások kezdődtek a politikai előadások és az orosz nyelvórák során. A diákok ellenséges magatartása miatt több tanár arra kényszerült, hogy elhagyja a termet. Az egyetemi testület arra kapott utasítást, hogy próbálja megnyugtatni a diákokat. A pártszervek különösen súlyosnak ítélték az orosz nyelvórák megzavarását, mivel ezek éppen októberben, a román-szovjet barátság hónapjában történtek.
A különböző karok diákjai azt kérték, hogy a központi bizottság küldötteivel tárgyalhassák meg a magyarországi helyzetet. A téma megváltozása az első kéréshez képest, ahol csak gazdasági ügyekről kívántak tárgyalni, nyilvánvalóan jelzi a helyzet súlyosbodását. Az UTM (Dolgozó Ifjúság Szervezete) gyűléseit bojkottálták, ezzel szemben a diákok kihasználták a különböző adminisztratív ügyek megtárgyalására összehívott értekezleteket, hogy nyíltan beszéljenek a magyarországi forradalomról illetve a saját akciók szükségességéről. Az UTM-szervezetek vezetői és a párttag diákok szembefordultak az ilyen megbeszélésekkel, de kirakták őket a gyűléstermekből. Az UTM központi bizottságának november végén készített elemzései szerint az események sodrában több UTM-vezető is csatlakozott a diákok követeléseihez, támogatták a magyarországi forradalmat és ellenséges magatartást tanúsítottak a kari pártszervezetek álláspontjával szemben.
Mindenki várt egy általános jellegű megmozdulásra. A budapesti előzmények alapján a lakosság a diákok kezdeményezésére várt. A diákokat megállították az utcán és megkérdezték tőlük, hogy mire várnak.

## Az 1956. november 5-ei tüntetés megszervezése
Az első szervezési akciót egy illegális csoport készítette elő, akik kapcsolatot teremtettek a különböző karok között egy tüntetés megszervezése érdekében.
1956. október 28-án különböző hullámhosszokon sugározni kezdett egy rádióadó, amely „A jövő Romániája. Az ellenállás hangja” néven nevezte magát. Az adó helyéről nincsenek információk, egyes feltételezések szerint Jugoszláviában volt. A nacionalista beállítottságúnak tekintett állomás bemutatta a diákok követeléseit, többek között az alábbiakat:
- az elrabolt tartományok, Besszarábia és Bukovina visszaadását
- a sztálinisták eltávolítását Romániából, akik kompromittálták a kommunizmust és a félelmet és éhínséget hozták az országba.

A szuezi válság kezdete 1956. október 29-én elbizonytalanította azokat, akik a tettekre akartak térni. A tájékozottabbak számára ez jelzés volt, hogy a nyugatnak nincs szándékában beavatkozni, és a magyar illetve az esetleges román forradalmárok nem számíthatnak külső támaszra. Az óvatosabbak szerint külső támasz nélkül a siker esélye minimális volt. Mások szerint azonban a szovjet csapatok nem avatkoztak be és a magyar forradalom sikeresen megdöntötte a kommunista rendszert.
Folyamatosan érkeztek a kedvezőtlen hírek. A temesvári diákfelkelés megszervezésének kísérlete nyomán október 30-án és 31-én körülbelül 2000 diákot tartóztattak le. A bukaresti megmozdulás vezetői nem rendelkeztek pontos információkkal a temesvári eseményekről, de közvetett módon értesültek a helyzet súlyosságáról.
Ezeknek az okoknak a következtében a diákok tettrekészsége csökkent. Tudva, hogy az idő ellenük dolgozik és ha egyáltalán történik valami, azt nem lehet tovább halasztani, 1956. november 2-án az Alexandru Ivasiuc és Mihai Victor Serdaru által vezetett akcióbizottság elhatározta egy nyilvános diákgyűlés összehívását. A november 3-ai nap túl közelinek tűnt, semhogy a mozgósítás hatékony lehetett volna, ezért a gyűlés napját november 5-ére tűzték ki, az Egyetem térre. A bizottság döntése szerint a tüntetés nem lehetett erőszakos jellegű, hogy ne adjon igazolást a hatóságok erőszakos válaszára. A Filológiai Kar és a Jogi Kar hallgatói feliratokat készítettek elő, például „Le az orosszal és a marxizmussal”, „Az egyetemen tudományt, nem politikát akarunk”, „Kövessétek a magyar, cseh és lengyel egyetemisták példáját”. A kiáltványok bemutatták követeléseiket és felszólították a lakosságot, hogy csatlakozzék hozzájuk. A gyűlés célja az volt, hogy határozott ellenállást mutasson a kommunista párt visszaéléseivel szemben, hogy precedenst teremtsen a demokratikus jogok használatára, a gyülekezési jog használatára és rábírja a hatóságokat, hogy kezdjen tárgyalásokat. A kiáltványok terjesztését abban a pillanatban felfüggesztették, ahogy megkezdődtek az első letartóztatások.
November 4-én a szovjet hadsereg elfoglalta Budapestet és az ország főbb központjait. Noha tudtak a magyarországi eseményekről, és esélyeiket csökkenni látták, a szervezők úgy döntöttek, hogy a mozgalmat folytatni kell és a gyűlést meg kell tartani. Ugyanakkor Bukarestben több diákot tartóztattak le, köztük a tüntetés néhány kezdeményezőjét is.
A november 4-ről 5-re virradó éjszakán a Belügyminisztérium csapatai elfoglalták az Egyetem teret. A közlekedést teljesen leállították, és az egyetem előtti úttest egészén gépfegyverekkel felszerelt katonákkal teli teherautók álltak. A tüntetés lehetetlenné vált. Az egyetem épületét és a környező épületeket rohamcsapatok szállták meg. A tüntetésen részt venni szándékozók már a térre való belépéskor szembesültek a helyzettel, de nem álltak meg. Nem tudták azonban, hogy a tér bejáratainál a különböző karok párttagjai álltak, akik feljegyezték mindenkinek a nevét, aki áthaladt a zónán.

## Megtorlás
Azzal, hogy a Vörös Hadsereg brutálisan elfojtotta a magyarországi forradalmat, az újabb bukaresti tüntetés szervezésének nem maradt esélye. Az egyetemi követelések azonban nem maradtak abba azonnal. A Filozófiai Kar diákjai újabb tüntetést próbáltak szervezni november 15-ére, de a szervezőket még az előtt letartóztatták, hogy továbbadhatták volna a kezdeményezést.
A Román Munkáspárt Központi Bizottsága már 1956. október 27-én válságparancsnokságot szervezett, melynek vezetője Emil Bodnăraș, tagjai között Nicolae Ceaușescu, Alexandru Drăghici és Leontin Sălăjan voltak. A parancsnokság széles körű jogosítványokat kapott, beleértve a tűzparancs kiadását és a szükségállapot kihirdetését az ország bármelyik részében. A parancsnokság kifejezetten jogot kapott az egyetemi előadások felfüggesztésére.
A pártszervek azonnal elkezdték a megtorló intézkedéseket, hogy megelőzzék a hasonló eseteket. Letartóztatások sorozata következett, a letartóztatási parancsokat a Román Munkáspárt másik speciális bizottsága ellenjegyezte, amelyet Gheorghe Apostol vezetett. A kihallgatások kemények voltak, több kihallgatott azt állította, hogy brutálisan megverték. A kihallgatások vezetője Gheorghe Enoiu kapitány volt a Belügyminisztérium Bűnügyi Kihallgatások Igazgatóságáról, segítői többek között Vasile Dumitescu főhadnagy, Gheorghe Blidaru hadnagy, Horia Brestoiu hadnagy, Nicolae Domniţa hadnagy, Florea Gheorghiu főhadnagy, Gheorghe Mihăilescu főhadnagy, Iosif Moldovan főjhadnagy, Dumitru Preda főhadnagy. Egyes diákokat személyesen Alexandru Drăghici belügyminiszter hallgatta ki.
A letartóztatások többsége 1956. november-decemberben történt, de folytatódtak 1957 egész évben is. A letartóztatottakat egy és hat év közötti börtönbüntetésre ítélték. A perek csoportosan, több szakaszban folytak:
- "Derdena-csoport": Mihai Stere Derdena, Dan Onaca, Constantin Dumitru, Dumitru Panaitescu-Perpessicius;
- "Bulai-csoport" – főleg a Filozófia Kar hallgatói: Dumitru Arvat, Alexandru Bulai, Ioan Zane, Aurel Lupu, Romulus Resiga;
- "Mitroi-csoport" – elsősorban joghallgatók, 14 diák, köztük Dan Mugur Rusieţcki, Floria Caba, Radu Surdulescu, Alexandru Mălinescu, Eugenia Florescu, Mircea Tatos, Aurel Moldovan, Dan Constantin Stavarache, Paul Mitroi, Alexandru Dincă, Mihai Cezar Busuioc, Florian Horia Popescu;
- a negyedik csoport: Șerban Horia Popescu, Marian Rosenzweig, Tiberiu Ionescu, Adrian Cristea, Nicolae Cernăianu;
- "Ivasiuc-csoport" – az orvostudomány, építészet és filológia hallgatói: Alexandru Ivasiuc, Mihai Victor Serdaru, Dan Stoica, Constantin Iliescu, Remus Petcu, Alexandru Tătaru, Vasile Brânzan, Paul Iliescu, Christa Depner.

Az elítélt diákok közül egyesek meghaltak a börtönben, például Ștefan Negrea, a filológiáról, 1958. november 3-án Szamosújváron halt meg. Az elítéltek vagy az egyetemről kizártak közül néhányuknak később sikerült érvényesülnie, másoknak az egész élete tönkrement. Steliana Pogorilovschi (Stela Covaci) például, az újságírói karról, lelkileg súlyosan összetört, nehezen épült fel és politikai elítéltként kapott kis nyugdíjából nehéz anyagi körülmények között élve, 2006-ban kiadta a Persecutia (Üldözés) című kötetét a bukaresti kommunistaellenes diákmozgalomról. Sok év hallgatás után Florin Constantin Pavlovici a "Tortura pe înţelesul tuturor" (A kínzásról érthetően mindenkinek) című könyvében a saját tapasztalatait beszéli el.
Ugyanakkor a diákkiadványokat szigorú felügyelet alá helyezték. A diákellenes tetteket részben az érintett egyetemek rektorátusa hajtotta végre az Oktatási Minisztérium utasítására. Ezzel párhuzamosan a diákszervezetek, az UTM illetve a Diákegyesületek Szövetsége nyilvános üléseket szerveztek, ahol a diákoknak kötelező volt kifejezniük a felháborodásukat azokkal szemben, akik „sárral bemocskolták” a romániai tanuló ifjúságot, amely többségében mélyen elkötelezte magát a kommunizmus mellett. Egyidejűleg a tiltakozások fő szervezőit nyilvános üléseken leplezték le, ahol amellett, hogy kizárták őket a szervezetből, kérték az ilyen rendszerellenes elemeknek az egyetemről való eltanácsolását is. A dékáni és rektori hivatalok egyáltalán nem vizsgálták ezeknek a vádaknak a megalapozottságát, csak kizárták az érintetteket úgy, hogy semmilyen más felsőfokú tanintézetbe sem volt joguk beiratkozni. Ezeket a megtorlásokat az egyetemi pártszervezetek valamint a marxizmus-leninizmus tanszékek hangolták össze. Különösen sötét szerepe volt Constantin Bulai tanársegédnek a marxizmus-leninizmus tanszékről, illetve Otto Schechternek, aki előzőleg a iași börtönök parancsnoka volt, majd a pedagógia professzorává nevezték ki a Műegyetemre. A túlkapások ellen illetve a letartóztatottak kiszabadítása érdekében a diákok kezdeményezésére a tanárok és művészek kérvényeket írtak alá. A kérvények nyomán újabb megtorlási hullám indult, újabb letartóztatásokkal és eltanácsolásokkal.
A megtorlás nem szorítkozott kizárólag a diákokra, illetve bebörtönzésekre és eltanácsolásokra. Ismeretes Nicolae Labiș esete, aki ugyan kilépett az egyetemről, de továbbra is részt vett a filológus diákok összejövetelein. Egyes tanúvallomások szerint az 1956 decemberében bekövetkezett halála nem véletlen baleset volt, hanem szándékosan lökték a villamos elé.
Az azonnali megtorló intézkedéseken kívül politikai vonalon számos szervezési jellegű intézkedést is hoztak. November 13-án a Politikai Bizottság gyűlésén elhatározták, hogy az Oktatási Minisztérium dolgozzon ki egy konkrét intézkedési programot “a diákok szociális összetételének a javítására ". Az elsődlegesen érintettek az 1945-1954 közötti politikai elítéltek voltak, akiknek 1955-1956-ban megengedték, hogy visszatérjenek az oktatásba, annak ellenére, hogy a legtöbben nem vettek részt a tiltakozásokban. Ezt az intézkedést konkrétan Nicolae Ceaușescu kérte az 1956. november 15-én Bukarestben tartott beszédében. Ugyanebben az időszakban az UTM Központi Bizottságának titkára, Virgil Trofin kérte az összes ellenálló leleplezését, mondván, hogy “Tudnunk kell, hány ellenség létezik hazánkban aki megpróbál harcolni a pártunk ellen”.
A diákegyesületeket átszervezték, mivel ezeket a kommunista rendszer gyenge pontjának tartották, amelyek nem voltak képesek megakadályozni a tiltakozásokat. Ion Iliescut, aki kevéssel korábban lett az UTM Központi Bizottságának a tagja, kinevezték a Román Népköztársaság Diákegyesületei Szövetségének (UASR) elnökévé is, hogy a párt szorosabb ellenőrzést tudjon gyakorolni a diákok felett. Ion Iliescu újabb életrajzai egyáltalán nem említik az ebben az időszakban folytatott tevékenységét, ami főszerepet jelentett a megtorló apparátusban.
Az ellenséges elemek leleplezését szolgáló gyűléseket gyakran az állami és pártvezetők vezették. Így például 1959 márciusában a Műegyetem Plevna úti 303-as nagytermében tartott értekezletet Athanase Joja oktatási miniszter, Florian Dănălache közlekedésügyi miniszter, Jean Livescu, a Műegyetem rektora és Ion Iliescu, az UASR elnöke vezették.
Hruscsov a moszkvai Komszomol-szervezet előtt tartott 1956. november 8-ai beszédében célzást tett a romániai diáktiltakozásokra, mondván, hogy egyes romániai oktatási intézményekben egészségtelen megnyilvánulásokra került sor. Hruscsov gratulált a Román Munkáspártnak, amiért gyorsan és hatékonyan megoldotta a tiltakozások ügyét.

## Összefoglalás
Az 1956-os bukaresti diákmozgalmakról keveset írtak, a diákok akcióit és a követő megtorlásokat nem elemezték. A tiltakozásokról alig néhány újság írt. A román televízió egy sorozatában egy rövid epizódot szenteltek a diákmozgalmaknak, viszonylag kevés információval. Nagy vonalakban azonban az 1956-os diákmozgalmakat a hatóságok is, a nagyközönség is elfelejtette. Csupán 2006 decemberében, a kommunista diktatúra elemzésére felállított elnöki bizottság végső jelentése szentelt egy fejezetet ezeknek az eseményeknek.
Az események középpontjában szereplők közül nagyon kevesen adták közzé emlékeiket ebből az időszakból, egyik ezek közül Mihai Stere Derdena 2002-ben megjelent cikke. Alig a közelmúltban jelent meg Stela Covaci "Persecuţia - Mișcarea studenţească anticomunistă - București, Iași (1956-1958)" könyve, amelyben a tiltakozások elfojtására használt módszerekről írt.
Az elnöki bizottság jelentése szerint az 1956 őszén lezajlott diákmegmozdulás volt az egyetlen, amelynek sikerült tiltakozó akciót szerveznie, olyan megalapozott követelésekkel, amelyek a román társadalom egészét szolgálták. A jelentés szerint a tiltakozás kudarca a központi szervezés hiányának, a más társadalmi csoportok általi támogatás elmaradásának, illetve a hatóságok megelőző intézkedéseinek tulajdonítható. Ezek a következtetések azonban vitathatóak.
Valójában Bukarestben létezett egy szervezési központ, igaz, hogy nem volt strukturált, pont azért, hogy ne legyen sebezhető. A diákok eleinte tökéletesen mérték fel a helyzetet. Nem csupán egy tiltakozó akciót akartak szervezni, hanem reformokat akartak elindítani. A nyugati hatalmak nem csak hogy nem avatkoztak be, de a szuezi műveletükkel megmutatták a Szovjetuniónak, hogy szabad kezet adnak neki Kelet-Európa tekintetében. Ilyen körülmények között a tiltakozók csak abban reménykedhettek, hogy találnak Romániában olyan vezetőt, aki hajlandó végrehajtani a desztalinizációt, de ilyen vezető nem akadt. Az 1956-os események bebizonyították, hogy a romániai kommunista párt Sztálin politikai modelljét követi.

## Fordítás
- Ez a szócikk részben vagy egészben a Mişcările studenţeşti din Bucureşti din 1956 című román Wikipédia-szócikk ezen változatának fordításán alapul.  Az eredeti cikk szerkesztőit annak laptörténete sorolja fel. Ez a jelzés csupán a megfogalmazás eredetét és a szerzői jogokat jelzi, nem szolgál a cikkben szereplő információk forrásmegjelöléseként.

## A román cikk irodalomjegyzéke
1. *** - "Procesul Comunismului (II)" – Ziua, 26 octombrie 2005
2. Popescu, Alexandru – Lumea rezistenţei anticomuniste românești . Magazin Istoric, Nr. 5, 1997
3. *** - Dezbateri Parlamentare Archiválva 2016. március 3-i dátummal a Wayback Machine-ben – Ședinţa Camerei Deputaţilor din 19 octombrie 1999
4. *** - Loturile studenţilor arestaţi și condamnaţi în urma evenimentelor din 1956 – Adevărul, 12 ianuarie 2007
5. Mihalcea, Al – Jurnal de ocnă, Editura Albatros, 1994 ISBN 9732403438
6. Derdena, Mihai Stere – O jumătate de veac de rezistenţă – Memoria, Nr. 38, 2002
7. Stela Covaci - Persecuţia. Mișcarea studenţească anticomunistă - București, Iași (1956-1958), Editura Vremea, 2006
8. Raportul final al Comisiei prezidenţiale pentru analiza dictaturii comuniste din România, București 2006.
9. *** - Problema studenţească și mișcările din 1956. Cauzele mișcărilor - România Liberă - Ediţie Specială 19 decembrie 2006
10. Materiale documentare din Open Society Archives, Budapesta
11. Cioflanca, Adrian - Comemorări - Ziarul de Iași, 25 octombrie 2006
12. * * * - În '68 Iliescu a înfierat un colind de Crăciun - Ziarul de Iași 19 decembrie 2006
13. Iliesiu, Sorin - Condamnarea comunismului - 2005
14. Corbea, Constanţa - Striviţi de istorie (Mărturii) - Revista Asymetria, 19 aprilie 2006
15. Tugui, Pavel - Dosarul studentului Nicolae Manolescu: Povestea unei exmatriculări - Revista 22, Nr. 760, 30 sept. - 6 oct. 2004